# Groscavallo
Groscavallo (Gròsscaval in piemontese, Gruscavà in arpitano, Groscaval in francese) è un comune italiano sparso di 195 abitanti della città metropolitana di Torino in Piemonte.

## Geografia fisica
Si trova nelle Valli di Lanzo (più precisamente nella Val grande di Lanzo), con la maggior parte dei centri abitati che lo compongono sulla sinistra idrografica della Stura.
È il più alto comune della Val grande di Lanzo, ed è dominato dal gruppo montuoso delle Levanne.

## Storia
Il 14 aprile 1577 fu infeudato a Filippo I d'Este.
L'attuale dimensione del territorio comunale risale al 1927, quando Bonzo e Forno Alpi Graie vennero accorpati a Groscavallo con il regio decreto n. 2346 del 1º dicembre 1927.

## Monumenti e luoghi d'interesse

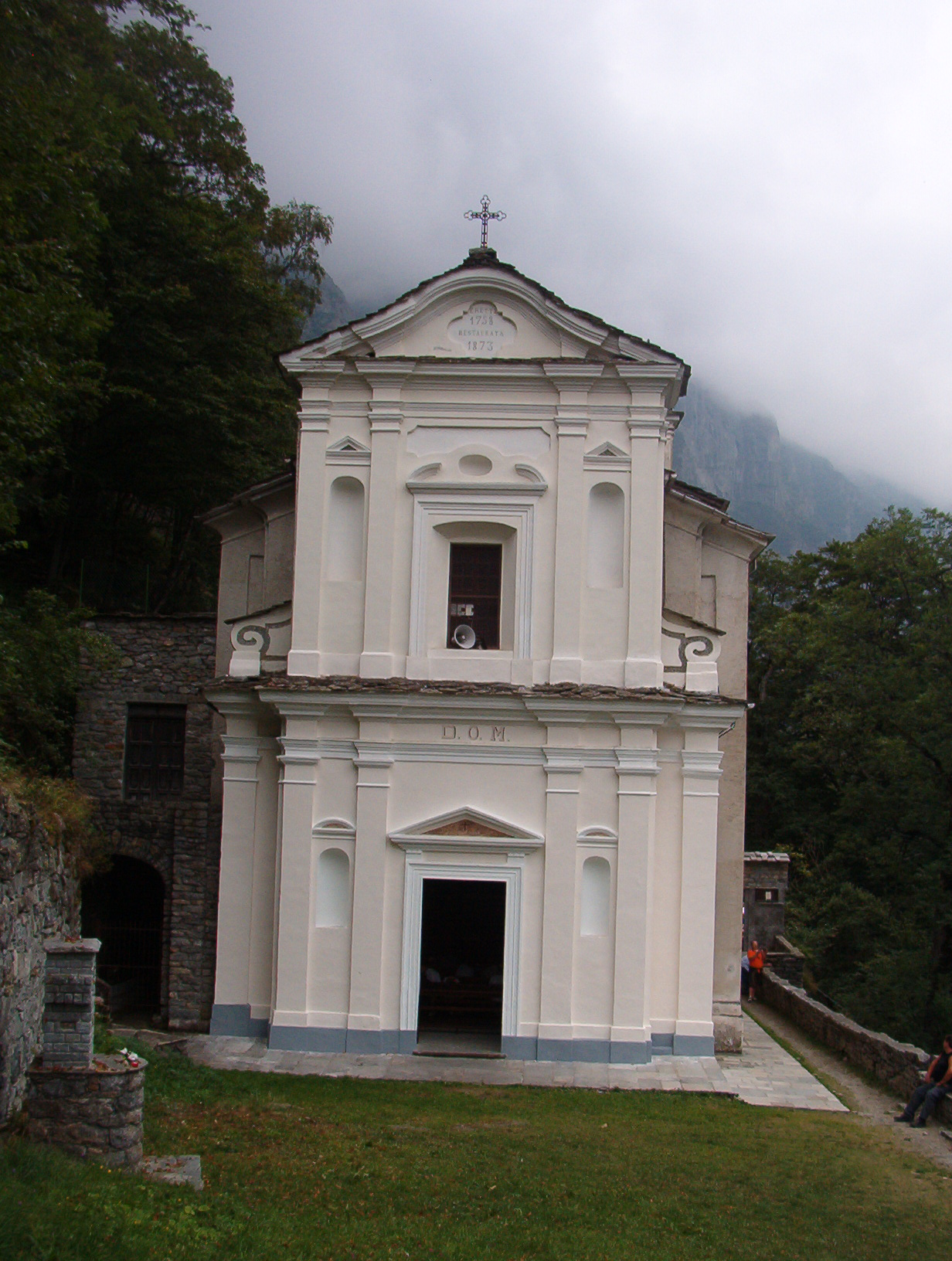
Santuario di Nostra Signora di Loreto presso la frazione Forno Alpi Graie.

- Chiesa parrocchiale di santa Maria Maddalena
- Chiesa parrocchiale della frazione Bonzo
- Chiesa parrocchiale della frazione Forno Alpi Graie
- Santuario di Nostra Signora di Loreto presso la frazione Forno Alpi Graie
- Chiesetta in frazione Rivotti

## Società

### Evoluzione demografica
Negli ultimi cento anni, lo spopolamento delle montagne ha portato ad una riduzione del 75% della popolazione residente.
Abitanti censiti

## Geografia antropica

### Frazioni

#### Pialpetta

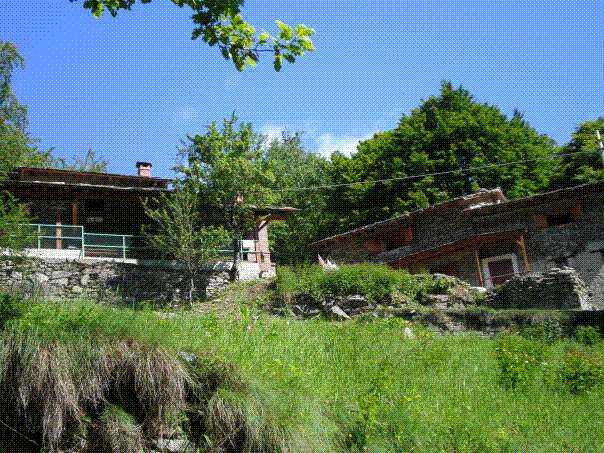
Le Baite della parrocchia di Beinasco, presso la frazione di Pialpetta.

Nella frazione di Pialpetta, oltre al municipio e ad alcune attività turistiche e commerciali, si trovano case alpine e baite di comunità parrocchiali della Città metropolitana di Torino, utilizzate per i campi estivi per bambini e ragazzi, tra cui:
- La casa alpina della parrocchia di San Mauro Torinese
- La casa alpina della parrocchia di Leinì
- Le baite della parrocchia di Beinasco
- La baita della parrocchia di Caselle Torinese

## Economia

### Turismo

#### Rifugi alpini
Per rendere meno faticoso l'escursionismo di alta quota, e la salita alle vette della valle, ci si può avvalere dei seguenti rifugi alpini:
- Rifugio Paolo Daviso - 2.280 m
- Bivacco Soardi - Fassero - 2.287 m

## Amministrazione

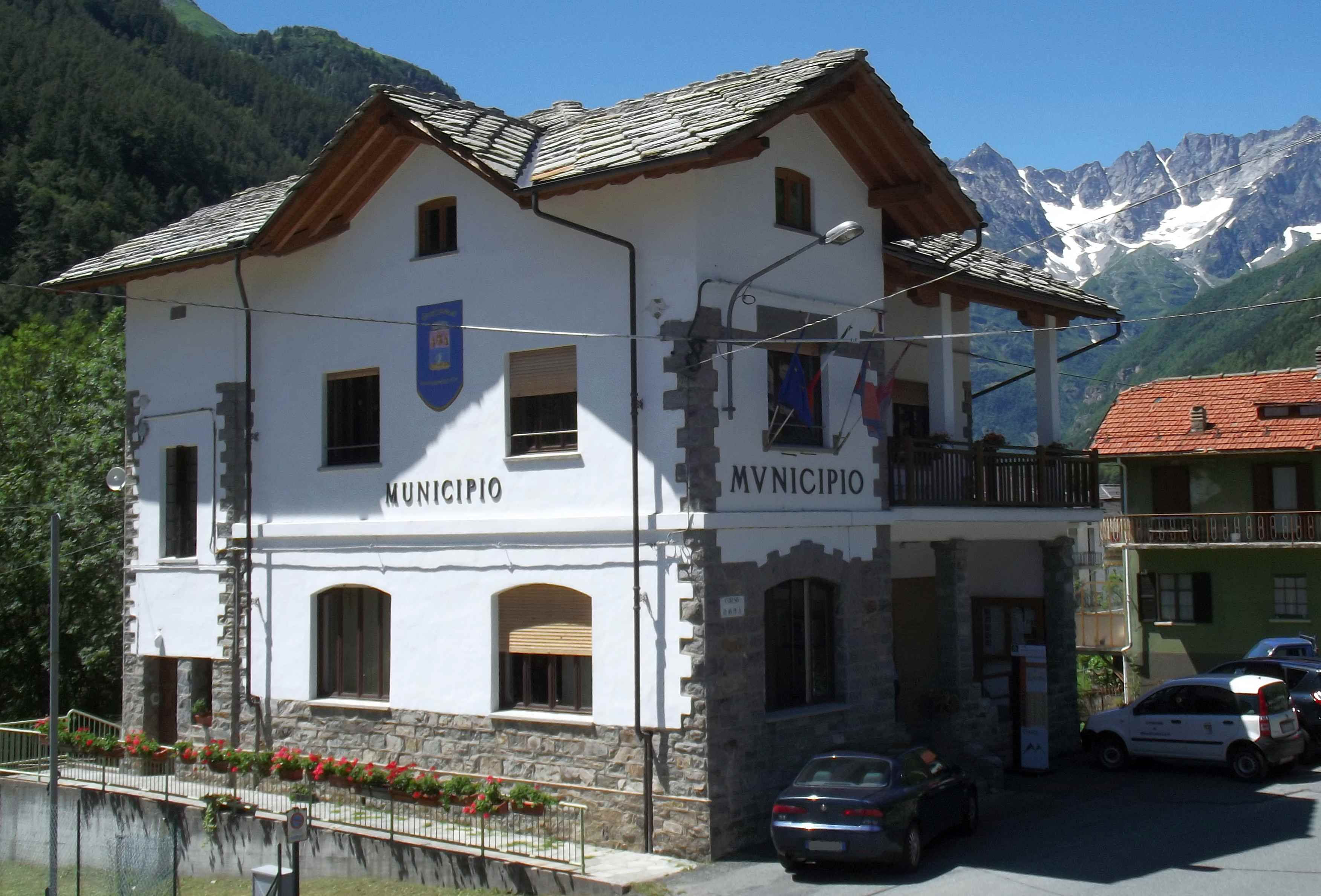
Il municipio

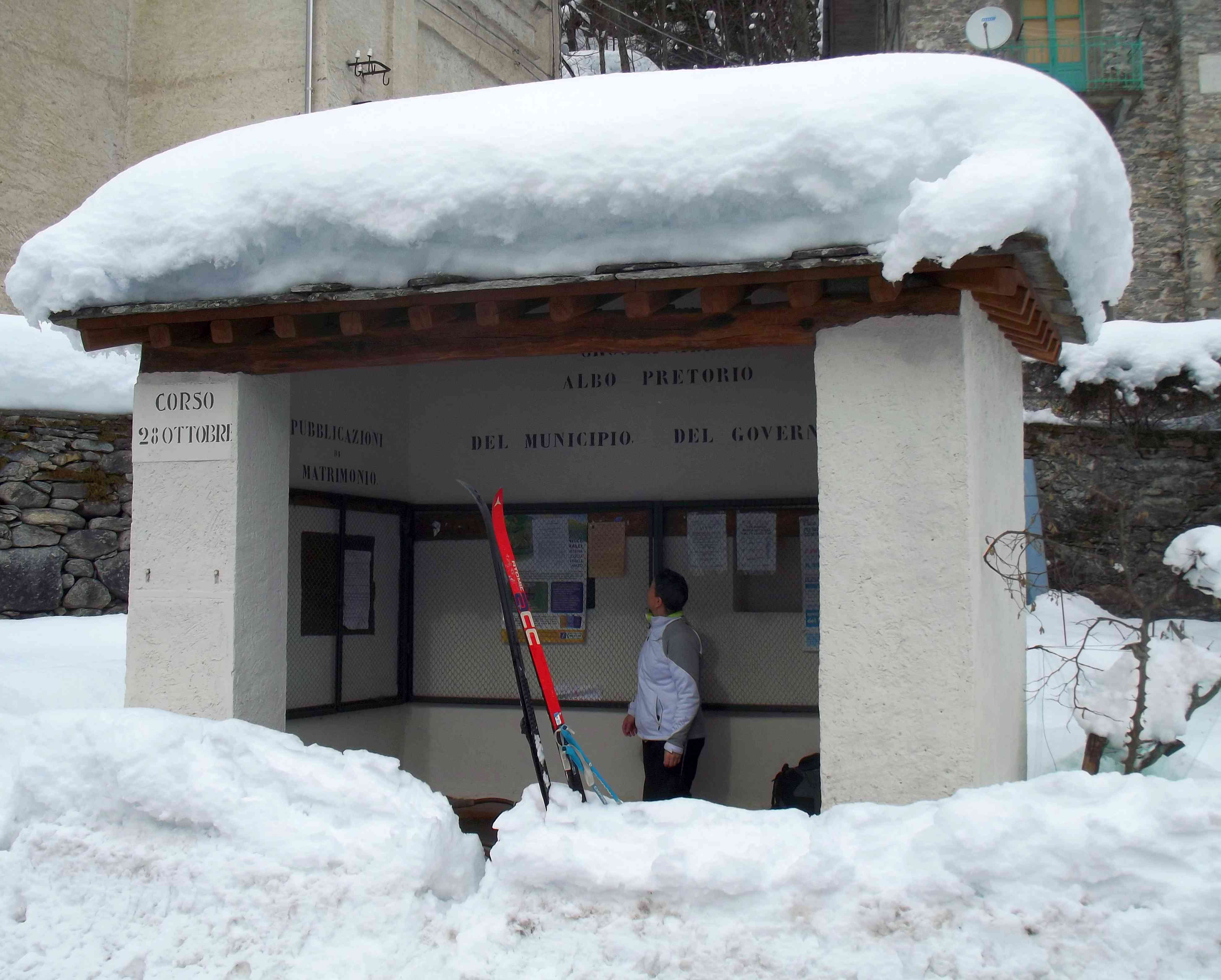
L'albo pretorio

| Periodo | Periodo   | Primo cittadino                | Partito                                   | Carica  | Note       |
| ------- | --------- | ------------------------------ | ----------------------------------------- | ------- | ---------- |
| 2004    | 2009      | Giuseppe Giacomelli            | lista civica                              | Sindaco |            |
| 2009    | 2014      | Giuseppe Giacomelli            | lista civica                              | Sindaco | II mandato |
| 2014    | 2019      | Maria Cristina Cerutti Dafarra | lista civica Montagna-turismo-agricoltura | Sindaco |            |
| 2019    | in carica | Giuseppe Giacomelli            | lista civica Montagna-turismo-agricoltura | Sindaco |            |

### Altre informazioni amministrative
Il comune fa parte dell'Unione dei Comuni montani delle Alpi Graie assieme ai comuni di Viù, Lemie, Usseglio (posti in Val di Viù) e Rubiana (in Val di Susa).